# كريستيان باش (دراج)
كريستيان باش (بالألمانية: Christian Bach)‏ (و. 1979  م) هو راكب دراجة هوائية ألماني، ولد في ماينينغن.

## روابط خارجية
- كريستيان باش على موقع أرشيف الدراجات (الإنجليزية)
- كريستيان باش على موقع إحصائيات الدراجات الإحترافية (الإنجليزية)